# Símbolo Internacional de la Lactancia

El Símbolo Internacional de la Lactancia.

El Símbolo Internacional de la Lactancia fue creado por Matt Daigle, artista y padre, para un concurso de la revista llamada Mothering. El ganador del concurso fue escogido en noviembre de 2006 entre más de 500 concursantes. Daigle, cuyo esposa e hijo fueron la inspiración detrás de su diseño, firmó un contrato en 2006 para hacer el símbolo parte del dominio público.
El símbolo fue diseñado como otros símbolos tipo AIGA vistos comúnmente en lugares públicos. Estos símbolos deben ser diseñados con cuidado porque tienen que ser entendidos con un simple vistazo sin explicación escrita sobre su significado.
El Símbolo Internacional de la Lactancia fue creado específicamente para enfrentar el problema de no tener un símbolo de lactancia universalmente aceptado para indicar que amamantar es aceptable en lugares públicos. Muchas veces, cuartos designados para amamantar en lugares públicos llevan el símbolo de biberón en vez de la imagen de una madre amamantando a su hijo. Antes de la creación del nuevo Símbolo Internacional de la Lactancia, varias madres lactantes sintieron que el símbolo del biberón no era apropiado para designar un cuarto de amamantar. 
En julio de 2007, se creó un sitio web dedicado al nuevo símbolo.